# Dřevomorka zlatá
Dřevomorka zlatá (Pseudomerulius aureus) je druh dřevokazné houby z čeledi čechraticovité (Tapinellaceae).

## Znaky
Plodnice se rozlévají až do průměru 25 cm, mohou vzájemně srůstat.
Drobné, vějířkovité klobouky jsou tvořeny odstávajícími horními, plstnatými, bledě žlutými okraji.
Výtrusná vrstva je síťovitě pórovitá, lištnatá, barevně přechází od žluté přes zlatavě oranžovou až k rezavé. Výtrusný prach je bílý nebo bledě žlutý.
Dužnina je bílá, voskovitá a pružná, za sucha či stářím křehká a tuhá, 0,1–0,2 cm tlustá.

## Užití
Nejedlý druh.

## Ekologie
Celoročně je možno tuto houbu najít nehojně v teplých suchých oblastech na trouchnivějícím dřevě borovic, smrků a jiných jehličnanů.

## Rozšíření
Výskyt druhu byl popsán v oblastech Severní Ameriky, Evropy, Ruska, Japonska, Koreje, Austrálie a Nového Zélandu.

## Galerie

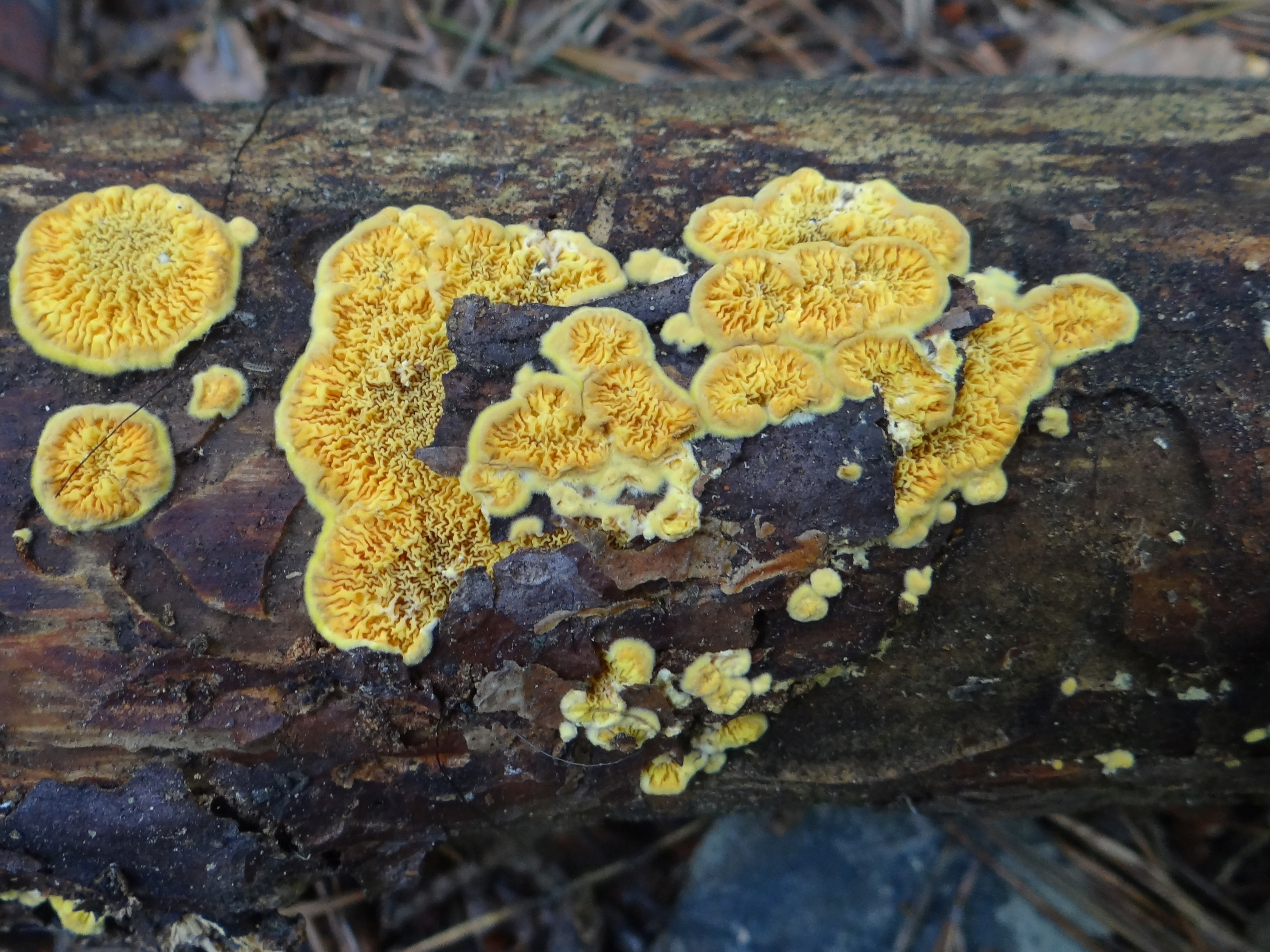
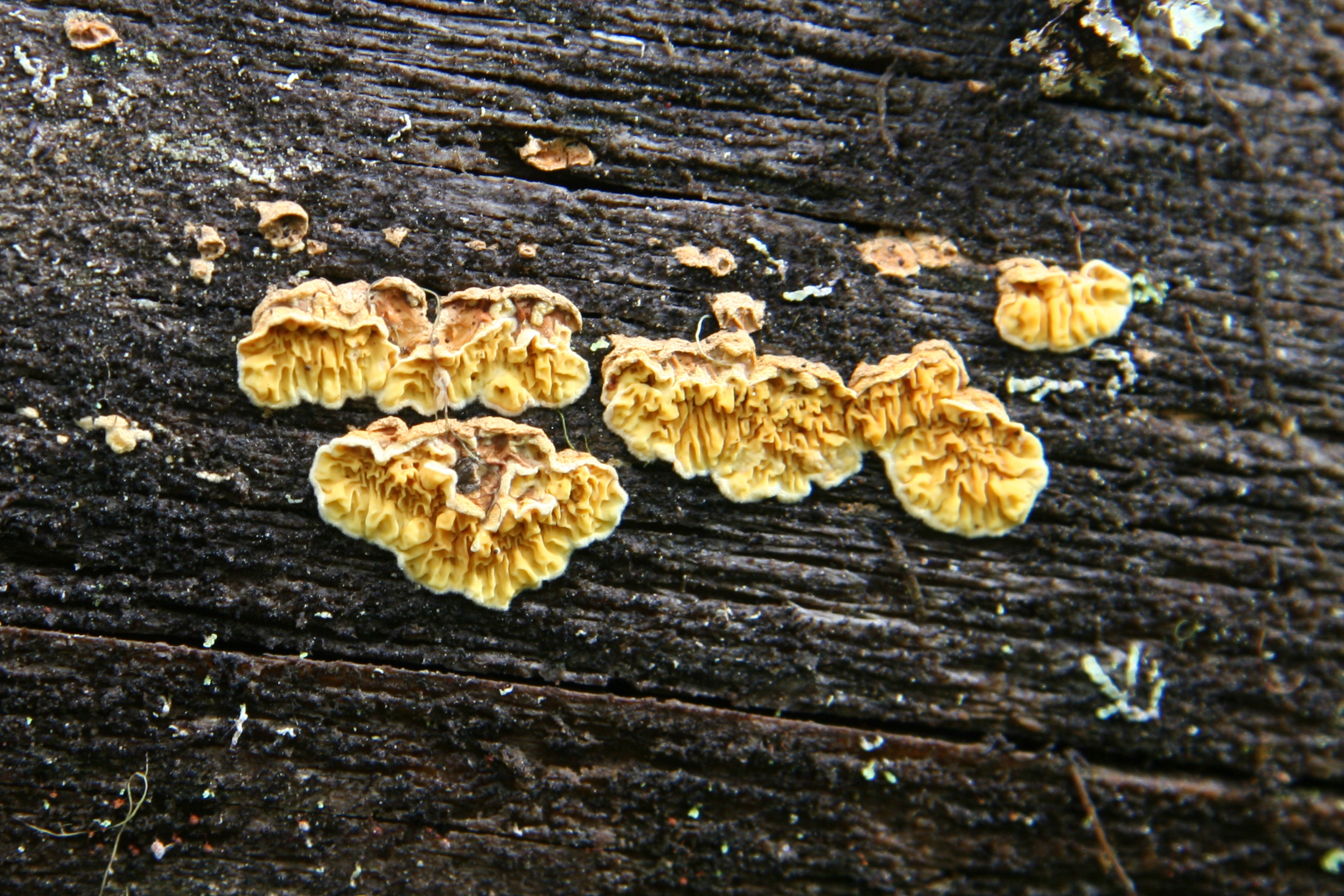
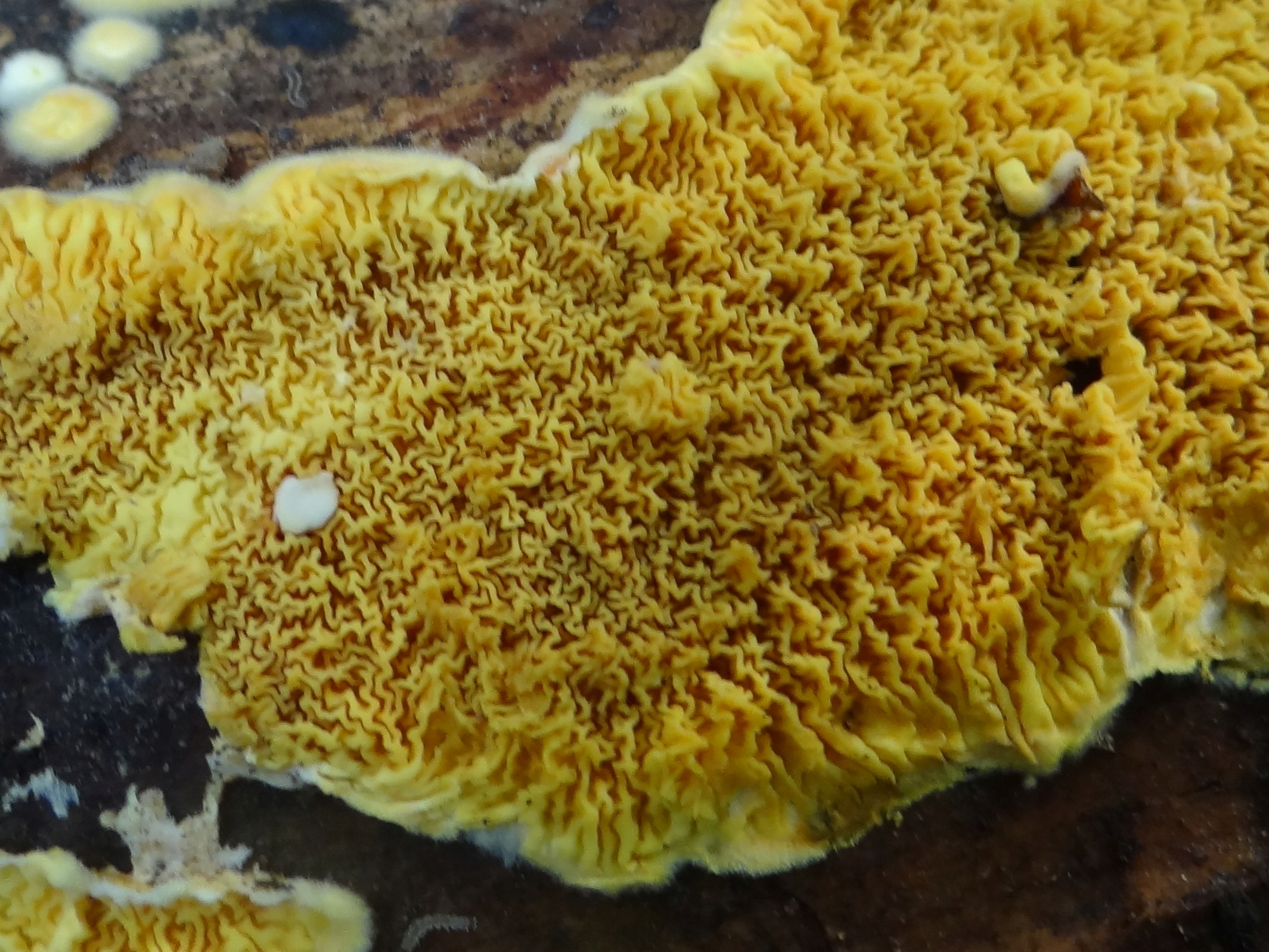

## Možnost záměny
- Dřevomorka lesní (Serpula himantioides)
- Dřevomorka meruňková (Leucogyrophana mollusca)
- Dřevomorka domácí (Serpula lacrymans)[3][6]